# Емерінген
Емерінген (нім. Emeringen) — громада в Німеччині, знаходиться в землі Баден-Вюртемберг. Підпорядковується адміністративному округу Тюбінген. Входить до складу району Альб-Дунай.
Площа — 7,54 км2. Населення становить 141 ос. (станом на 31 грудня 2020).